# Adilabad
Adilabad là một thành phố và khu đô thị trong quận Adilabad trong bang Andhra Pradesh của Ấn Độ.

## Địa lý
Adilabad có vị trí 19°40′B 78°32′Đ / 19,67°B 78,53°Đ Nó có độ cao trung bình là 264 mét (866 foot).

## Cơ cấu dân số
Theo điều tra dân số Ấn Độ năm 2001, Adilabad có dân số 108.233 người. Nam giới chiếm 51% dân số, nữ giới chiếm 49% dân số. Adilabad có tỷ lệ biết chữ bình quân 65%, cao hơn mức trung bình 59,5% của toàn quốc; với 57% đàn ông và 43% phụ nữ biết chữ. 14% dân số có độ tuổi dưới 6.